# Nabi Xuayb
La tomba del nabí Xuayb (àrab: مقام النبي شعيب, maqām an-nabī Xuʿayb, literalment ‘tomba del profeta Xuayb’) és el nom d'un indret que es troba al costat de les Banyes d'Hattin, a la zona de la Baixa Galilea, prop de la ciutat de Tiberíades, on segons la tradició es troba la tomba del profeta islàmic Xuayb ibn Mahdan, habitualment identificat amb el Jetró bíblic.
És el lloc més sagrat per a la religió drusa, en la qual el nabí Xuayb és una figura central. Durant segles el nabí Xuayb ha estat objecte de peregrinació per drusos i musulmans sunnites. En tota la zona de la Gran Síria existeixen diversos altres santuaris dedicats al nabí Xuayb.
Des de l'establiment de l'Estat d'Israel en 1948 i la transferència de la custòdia exclusiva de la tomba a la comunitat drusa, els musulmans han deixat de peregrinar a la tomba del nabí Xuayb, mentre que els drusos continuen peregrinant anualment. Anteriorment les peregrinacions no tenien una data determinada, però des que Israel va reconèixer oficialment el pelegrinatge com a festiu pels drusos, els pelegrinatges tenen lloc en una data fixa i la comunitat drusa celebra allà la seva festa del 25 al 28 d'abril.